# Kazankathedraal (Volgograd)
De Kathedraal van de Moeder Gods van Kazan (Russisch: Собо́р Каза́нской ико́ны Бо́жией Ма́тери) is een Russisch-orthodoxe kathedraal in de Russische stad Wolgograd. De kathedraal is de belangrijkste kerk van het op 31 januari 1991 herstelde bisdom Wolgograd. De kathedraal bevindt zich aan de Lipetskaja oelitsa in Wolgograd.

## Geschiedenis
De eerste steen voor de kerk werd gelegd in 1897. Op 23 augustus 1899 vond de wijding van de kerk plaats. De refter en de klokkentoren werden in 1904 toegevoegd. Na de Oktoberrevolutie werd (ingevolge het in 1922 genomen besluit van de bolsjewieken om de eigendommen van de Kerk te confisqueren) ook de Kazankerk beroofd van waardevolle goederen. De kerk bleef in ieder geval tot 1932 een orthodoxe kerk, daarna kwam de kerk in handen van de renovationisten om ten slotte op 15 december 1939 te worden gesloten voor de eredienst.
Tijdens de Slag om Stalingrad werd de kerk ernstig beschadigd. De Duitsers stonden tijdens de gedeeltelijke bezetting van de stad de heropening van de kerk toe. Volgens een hoofd van de NKVD zou men in december 1942 een gebedsdienst hebben georganiseerd voor een spoedige overwinning van Duitsland. Ondanks de heropening bleef het kerkbezoek opvallend laag. Na de bevrijding besloot de stad de kerk te herstellen. De kerk werd echter in sterk vereenvoudigde vorm herbouwd. In plaats van tentdaken kreeg de kerk uivormige koepels waarbij het kerkgebouw zelf in plaats van de vijf tenttorens één koepel kreeg.
In 1954 verleende patriarch Alexej I de kerk de status van kathedraal.
Aan het einde van de jaren 90 moest het dak van de kerk worden vervangen. Van deze gelegenheid werd gebruikgemaakt om de kathedraal in de oorspronkelijke staat te hertellen. De restauratiewerkzaamheden werden in 2011 afgerond.

## Afbeeldingen

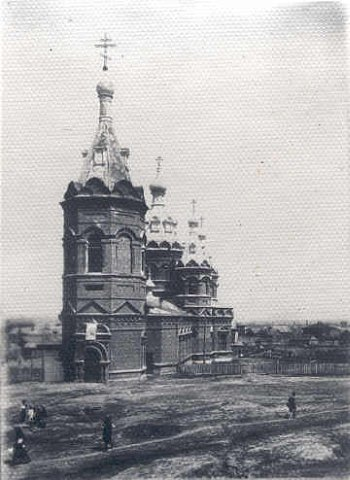
De Kazankerk in 1932
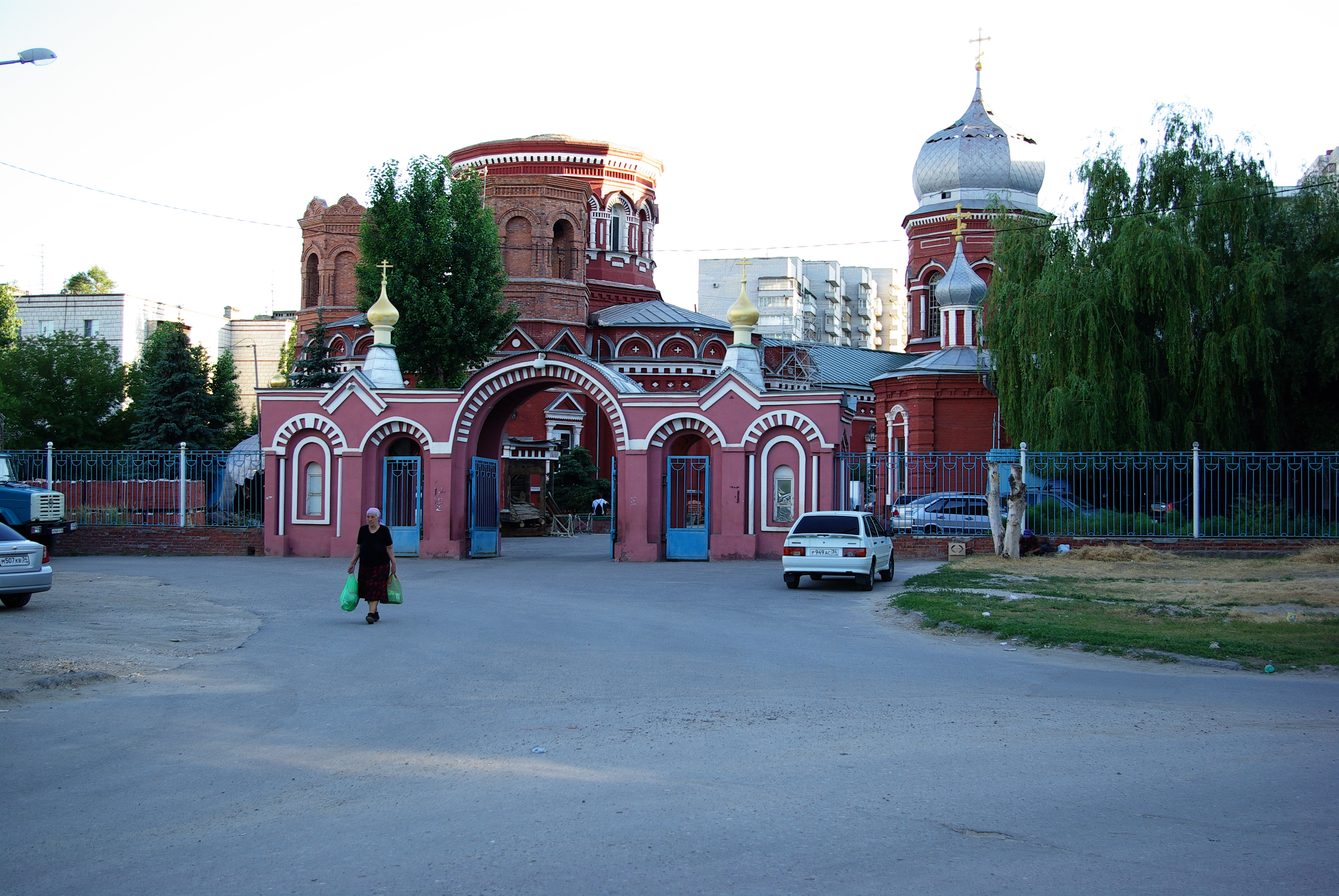
De kathedraal tijdens de restauratie in 2010
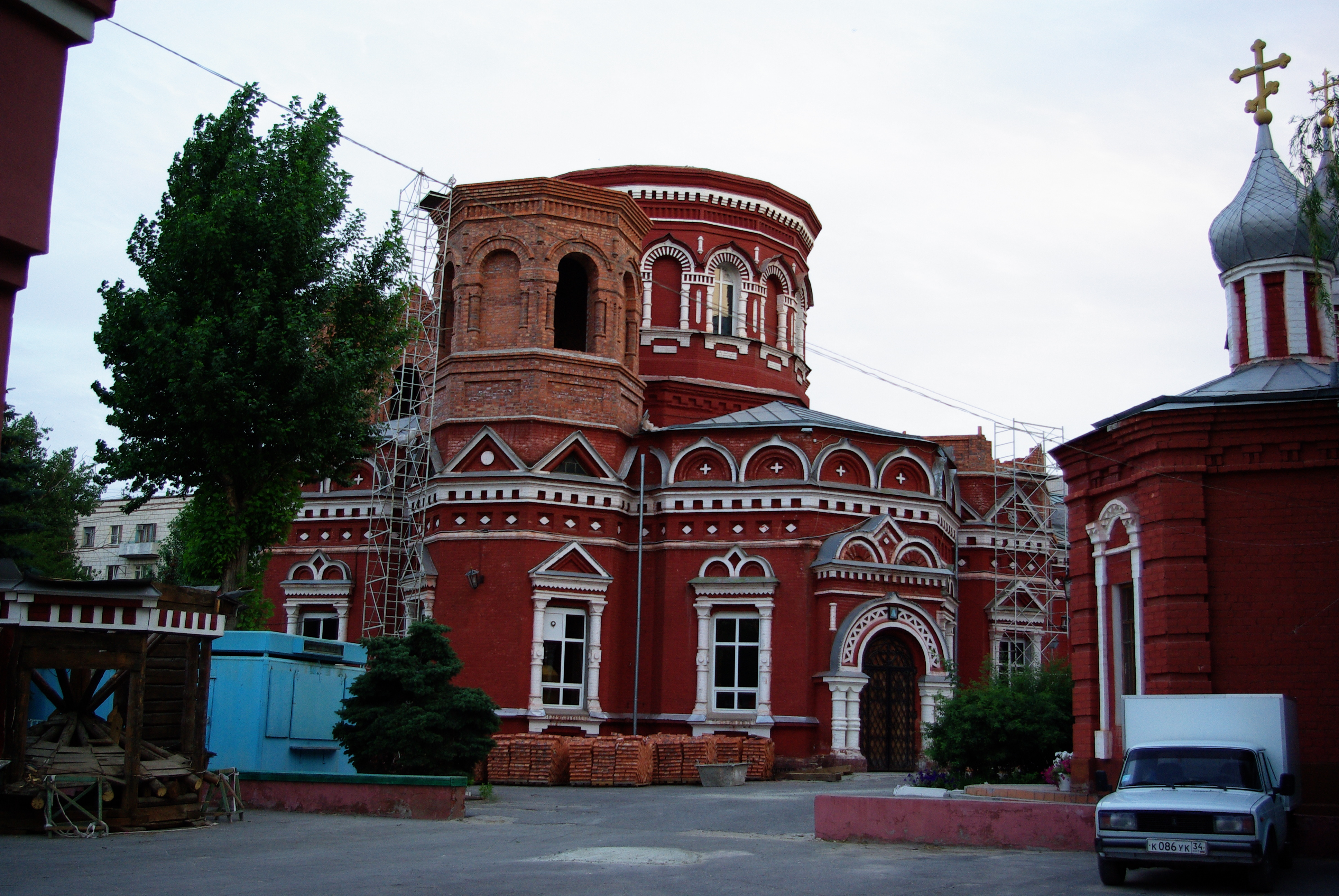
De herbouw van de torens
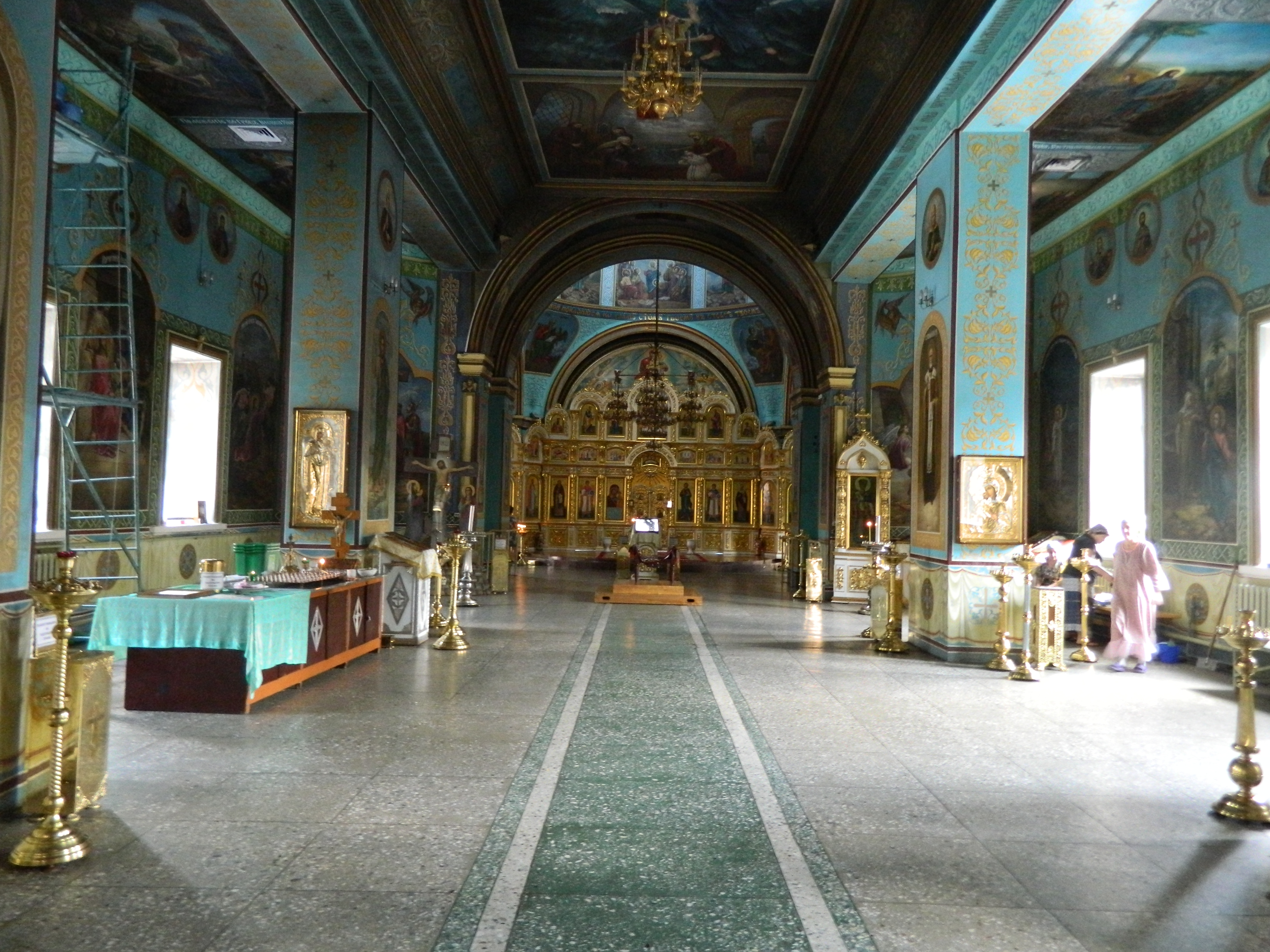
Het interieur